# Monoclinale
Una monoclinale è una piega a gradino (detta step-like fold) in strati rocciosi composta da una zona di maggiore inclinazione all'interno di una successione poco inclinata o suborizzontale.

## Formazione
Le monoclinali si possono formare per diverse cause
- Per compattazione differenziale connessa ad una più ampia struttura sottostante, come una grande faglia ai margini di un bacino sedimentario dovuta alla maggiore compattabilità del riempimento del bacino, l'ampiezza della piega si ridurrà gradualmente verso l'alto.[1]
- Con la debole riattivazione di una faglia estensionale precedente, durante una fase di inversione causando piegamento negli strati rocciosi sovrastanti.[2]
- Come una forma di fault propagation fold durante la propagazione verso l'alto nella copertura sedimentaria di una faglia estensionale che ha sede nel basamento.[3]
- Come una forma di fault propagation fold durante la propagazione verso l'alto nella copertura sedimentaria di una faglia inversa che ha sede nel basamento.[4]

## Esempi
- Waterpocket Fold, presso il Capitol Reef National Park, Utah
- Monoclinale di Grandview-Phantom nel Grand Canyon, Arizona
- Monoclinale di Lapstone nelle Blue Mountains (Australia)